# Cleopatra (film 1910)
Cleopatra (Cléopâtre) è un cortometraggio muto del 1910 diretto da Henri Andréani e Ferdinand Zecca

## Produzione
Il film fu prodotto dalla Pathé Frères.

## Distribuzione
Distribuito dalla Pathé Frères, uscì nelle sale cinematografiche francesi l'11 maggio 1910, in quelle italiane nel 1913.